# Episodi di Cardfight!! Vanguard Divinez: Deluxe Finals Arc
Cardfight!! Vanguard Divinez: Deluxe Finals Arc (カードファイト!! ヴァンガード Divinez デラックス決勝編?, Kādofaito!! Vangādo Divinez Derakkusu kesshō-hen) viene trasmesso in Giappone dal 5 luglio 2025 su ANN. La sigla d'apertura è Feathered Dreams delle Morfonica.

Il logo della serie

Il terzo torneo Deluxe ha raggiunto il suo momento culminante. Dopo la conclusione delle qualificazioni, si è passati alla fase finale. I partecipanti che si contendono il titolo di più forte sono Myodo Akina, Yakumo Kagetsu, Yobitsugi Suo, Myojo Erika, Okura Megumi, Minae Mirei, Hazama Michiru e Miyako Ruka. La competizione finale determina chi si aggiudicherà il prestigioso titolo.

## Lista episodi
Questa lista è suscettibile di variazioni e potrebbe essere incompleta o non aggiornata.

| Nº serie | Nº | Titolo italiano (traduzione letterale) Giapponese 「Kanji」 - Rōmaji    | In onda        | In onda |
| Nº serie | Nº | Titolo italiano (traduzione letterale) Giapponese 「Kanji」 - Rōmaji    | Giapponese     |         |
| 1 (596)  | 1  | Il cammino del più forte 「最強への道」 - Saikyō e no michi             | 5 luglio 2025  |         |
| 2 (597)  | 2  | La sfida della luna 「月の挑戦」 - Tsuki no chōsen                      | 12 luglio 2025 |         |
| 3 (599)  | 3  | Quattro Fiamme contro Fiamma Sigillata 「四炎 vs 封焔」 - Shien vs Fūen | 19 luglio 2025 |         |
| 4 (600)  | 4  | Cicatrice indelebile 「消えない傷あと」 - Kienai kizuato                | 26 luglio 2025 |         |
| 5 (601)  | 5  | Re delle tenebre 「暗闇の王」 - Kurayami no ō                           | 2 agosto 2025  |         |
| 6 (602)  | 6  | Il raduno dei destini 「宿命の集い」 - Shukumei no tsudoi               | 9 agosto 2025  |         |
| 7 (603)  | 7  | Melodia in continua evoluzione                                          | 23 agosto 2025 |         |